# Киото (префектура)
Киото (на японски: 京都府, по английската Система на Хепбърн Kyōto-fu, Киото-фу) е една от 47-те префектури на Япония. Киото е с население от 2 644 331 жители (2000 г.) и има обща площ от 4612,71 км². Едноименният град Киото е административният център на префектурата.